# Alibi (반덴버그의 음반)
| 전문가 평가                      | 전문가 평가 |
| 평가 점수                        | 평가 점수   |
| 출처                             | 점수        |
| -------------------------------- | ----------- |
| AllMusic                         | [ 1 ]       |
| Collector's Guide to Heavy Metal | 9/10        |

《Alibi》는 1985년 9월 6일, 앳코 레코드에서 발매된 네덜란드의 하드 록 밴드 반덴버그의 세 번째 스튜디오 음반이다. 이 음반은 반덴버그가 2020년에 재결합할 때까지 35년 동안 낸 마지막 스튜디오 음반이었다.

## 배경
이 음반은 네덜란드에서 처음으로 반덴버그 음반으로 녹음되었다. 전 음반 《Heading for a Storm》에 이어 아드리안 반덴버그가 커버 아트를 그렸고, 2007년에는 안트베르펜에서 열린 아드리안 개인전 《Stuck Between Rock and a Art Place》를 기념해 75개의 아트그래프가 공개되었다.
버트 히링크는 그 이후로 《Alibi》의 보컬을 강조해 왔다. 두 장의 초기 음반에 따르면, 곡의 오프닝의 프로덕션이 중시되고 있는 것처럼 느껴진다라고 말하고 있다.

## 커버 아트
커버 아트는 멕시코 마야 문명과 붉은 노을에 땅에서 온 악어가 특징으로 했다. 전작과 마찬가지로, 이 음반 커버는 기타리스트 아드리안 반덴버그에 의해 만들어졌다.

## 곡 목록
모든 곡들은 아드리안 반덴버그에 의해 작사/작곡하였다.
| #  | 제목                   | 재생 시간 |
| -- | ---------------------- | --------- |
| 1. | 〈All the Way〉        | 3:50      |
| 2. | 〈Pedal to the Metal〉 | 4:31      |
| 3. | 〈Once in a Lifetime〉 | 3:54      |
| 4. | 〈Voodoo〉             | 3:21      |
| 5. | 〈Dressed to Kill〉    | 3:36      |

| #   | 제목                           | 재생 시간 |
| --- | ------------------------------ | --------- |
| 6.  | 〈Fighting Against the World〉 | 4:17      |
| 7.  | 〈How Long〉                   | 4:12      |
| 8.  | 〈Prelude Mortale〉            | 0:38      |
| 9.  | 〈Alibi〉                      | 4:23      |
| 10. | 〈Kamikaze〉                   | 5:03      |